# Генрі Дженнінгс
Генрі Дженнінгс (англ. Henry Jennings; помер, ймовірно у 1745) — англійський колоніальний землевласник, капер і пірат XVIII століття. Під час Війни за іспанську спадщину служив капером на Ямайці і вперше вдався до піратства на початку 1716 року, коли він влаштував напад на іспанський табір, що на безлюдному узбережжі Флориди займався порятунком скарбів затонулого іспанського Срібного флоту 1715 року. Після рейду у Флориді, Дженнінгс став одним з лідерів Піратської республіки в Нассау на Багамських островах, що існувала в часи Золотої доби піратства. В 1718 році він скористався королівською амністією для піратів, готових відмовитись від свого ремесла і закінчив життя багатим плантатором на Бермудських островах.

## Біографія

### Каперство з Ямайки
Автор Колін Вудард описує Дженнінгса як «освіченого капітана корабля, що мав комфортабельні маєтки» як на Бермудських островах, так і на Ямайці. Дженнінгс називав себе жителем Бермудських островів, де його родина пустила глибокі корені, особливо у Флеттс-Вілледж, багатому районі, західна частина якого дотепер відома як Земля Дженнінгса на честь Річарда Дженнінгса. Про молодість Дженнінгса відомо небагато і перші письмові записи про нього з з'являються під час Війни королеви Анни, коли він діяв як англійський капер зі своєї бази на Ямайці, губернатором якої був лорд Арчибальд Гамільтон.

### Напад на табір порятунку Срібного флоту у листопаді 1715 р
В ніч на 31 липня 1715 року, усі 11 кораблів іспанського Срібного флоту 1715 року, що йшов з Гавани до метрополії в Європі потрапили в ураган і зазнали кораблетрощі біля узбережжя Флориди неподалік від мису Канаверал. Новини про загибель іспанського Срібного флоту досягли Ямайки в листопаді 1715 року, і Дженнінгс на своєму кораблі «Bersheba» негайно відплив до узбережжя Флориди. В складі команди його корабля знаходився відомий в майбутньому пірат Чарлз Вейн. Оскільки на цей момент затяжні Війна за іспанську спадщину і Війна королеви Анни вже закінчились і Англія та Іспанія протягом двох років перебували між собою в мирі, формальним завданням Дженнінгса був напад на піратські кораблі, які могли пограбувати залишки іспанського флоту. Капери Дженнінгс на кораблі «Bersheba» і Джон Вілл на кораблі «Eagle» отримали доручення від губернатора Ямайки лорда Арчибальда Гамільтона «здійснювати всі види ворожих актів проти піратів відповідно до Закону про зброю» з чіткими вказівками не нападати ні на кого, крім піратів. History Today стверджує, що Гамільтон інвестував у кораблі власні кошти та схвалив план, згідно з яким вони також могли атакувати залишки іспанського флоту, хоча пізніше Гамільтон заперечував свою причетність до планів нападу на іспанські кораблі. У грудні Дженнінгс перехопив в морі іспанський посильний корабель і отримав від його капітана Педро де ла Вега інформацію про точне розташування головного іспанського рятувального табору, що займався порятунком корабля Урка-де-Ліма.
Коли Дженнінгс прибув до Флориди наприкінці 1715 року, іспанці вже врятували більшість скарбів потонулого Срібного флоту за допомогою індіанських пірнальників і переправили їх до Гавани. Однак Дженнінгс знайшов іспанський табір з рештками врятованих скарбів, що в очікуванні відправлення до Гавани знаходились на узбережжі в Пальма-де-Айс, можливо, поблизу Віро-Біч. Дженнінгс напав на іспанський табір на чолі загону, що в декілька разів перевищував сили іспанців і керівнику табору адміралу Франсіско Сальмону не залишалося нічого іншого, як здати решту врятованих скарбів, які все ще залишалися в таборі. Піратам вдалось захопити золота та срібла на суму близько £ 87 500.

### Поділ здобичі в Нассау і повернення на Ямайку
Після пограбування іспанського табору флотилія Дженнінгса вирушила до Нассау на острові Нью-Провіденс. Нассау в 1715 році формально було столицею уряду Багамських островів, але після початку Війни за іспанську спадщину королівський губернатор фактично втратив будь-який вплив і острів перетворився на притулок каперів та піратів. За словами Коннора, незабаром після прибуття в Нассау наприкінці 1715 року, Дженнінгс захопив у місцевого екс-приватира Бенджаміна Горніголда невеликий іспанський торговий шлюп. Оскільки під командуванням Дженнінгса було біля 200 «добре озброєних» людей і щонайменше два шлюпи, у Горніголда не було мождивості чинити спротив. «Після кількох днів веселощів і впорядкованого розподілу між екіпажем частини грошового призу», флотилія Генрі Дженнінгса і Джона Віллса відпливла на Ямайку, щоб вручити свої призи суду віце-адміралтейства, який очолив Гамільтон.
За різними оцінками, вартість захоплених Дженнінгсом і Віллсом скарбів оцінювалась від 120 до 350 тис. песо. По дорозі флот зустрів іспанське торгове судно, яке Дженнінгс також захопив і пограбував. Після повернення на Кубу, капітан пограбованого судна повідомив іспанському віце-королю про напад англійців. У результаті віце-король, який також чув і про пограбування Дженнінгсом іспанського берегового табору у Флориді, був «обурений» і звернувся до Гамільтона з вимогою повішення піратів. Віце-король також погрожував стратити присутніх у Гавані та інших іспанських містах англійців, якщо Гамільтон не підкориться. Гамільтон заявив, що нічого не знав про таких піратів і, мабуть, сталася помилка, і зазначив, що, у свою чергу бичуватиме будь-якого іспанця, якого знайде на Ямайці, якщо загроза життю англійців буде реалізована. «Bersheba» кинула якір на Ямайці 26 січня 1716 року. Дженнінгс і Вілліс, відповідно до своїх доручень, привезли свої награбовані скарби до Гамільтона. Хоча пізніше Гамільтон заявив, що не брав свою частку скарбу, оскільки «я чув, що його взяли з берега», він не арештовував ані Дженнінгса, ні інших каперів.

### Піратські напади на початку 1716 року
History Today розповідає, що «прибуття Дженнінгса та Віллса з їхнім незаконно захопленим скарбом викликало справжню сенсацію на Ямайці» і багато нових каперів і піратів відпливли в пошуках скарбів затонулого іспанського флоту до узбережжя Флориди, яке згодом стане відомим як Узбережжя скарбів. На Ямайці Дженнінгс і його пірати стали місцевими знаменитостями не тільки через їх сміливий напад на іспанців, але й через багато награбованих товарів, які вони доставили для реалізації на острів. Однак Гамільтон попередив місцевих торговців про можливий конфлікт з іспанцями через захоплені піратами товари, і вони порадили Дженнінгсу без зайвого галасу покинути Ямайку. Дженнінгс продав решту своєї здобичі та полишив острів зі своїми людьми. Незабаром після відплиття з Ямайки, Дженнінгс і його люди наздогнали і пограбували англійське торгове судно з Ямайки, забравши усі цінні речі аж до одягу капітана. Після нападу це судно повернулось на Ямайку та його екіпаж доповів про інцидент, де Дженнінгс був описаний як пірат, який полює на англійські та іспанські кораблі. Приблизно в цей час іспанська ескадра кораблів, послана для захоплення Дженнінгса, замість цього спалила кілька англійських човнів біля острова, в той час як англійці заготовляли деревину на березі. Через кілька днів Дженнінгс наткнувся на залишених на березі дроворубів і запропонував їм приєднатися до його флоту. Відтак нових членів екіпажу розмістили на черговому кораблі, захопленому Дженнінгсом. Оскільки його флот і його слава зростали, команда Дженнінгса швидко збільшувалась.
У січні 1716 року Дженнінгс атакував на «Bersheba» ще один іспанський рятувальний табір у Флориді. Очільник іспанських рятувальників запропонував Дженнінгсу 25 000 песо, щоб залишити їх у спокої, і, хоча Дженнінгс прийняв пропозицію, він все рівно пограбував іспанців, забравши навіть їхнє особисте майно та декілька іспанських гармат.

### Третій вояж, березень 1716 року
Після повернення з чергового круїзу, Дженнінгс зі своїми екіпажами залишалися на Ямайці до кінця лютого. Коли Дженнінгс прибув до Гамільтона з проханням надати дозвіл для нового плавання, Гамільтон особисто підписав документи, що дозволяли кораблю вийти з порта на Ямайці, а також підписав для Дженнінгса новий каперський патент (доручення). На початку березня 1716 року Дженнінгс надіслав повідомлення іншим капітанам та морякам на острові, що він планує здійснити ще один напад на затонулі іспанські кораблі і запрошує приєднатись до нього усіх охочих. На заклик відгукнувся Лі Ешворт, ще один із каперів Гамільтона, який прийняв під своє командування військовий шлюп «Mary». Двоє інших, Семюел Лідделл з «Cocoa Nut» і Джеймс Карнегі з «Discovery», приєдналися до флоту під загальне командування Дженнінгса зі своїми маленькими шлюпами, не маючи каперських доручень. Також до екіпажу Дженнінгса знову приєднався Чарлз Вейн.
Цього разу, коли Дженнінгс втретє вирушив на «Bersheba» до узбережжя Флориди в пошуках скарбів затонулих іспанських суден, він виконував пряме замовлення Даніеля Де Коста Альваренги, єврейського торговця з ямайського Кінгстона, який став новим власником шлюпа. Губернатор Гамільтон намагався утримати «Bersheba» від виходу в море, але Дженнінгс вже мав отриманий раніше від нього офіційний дозвіл і проігнорував цю заборону.

### Напад на французькі кораблі
У квітні 1716 року Дженнінгс вирушив на шлюпі «Bersheba» на чолі свого флоту з чотирьох кораблів із затоки Блуфілд на Ямайці. Він планував йти на пошуки затонулих іспанських кораблів, рухаючись до Флориди від острова Пінос біля Куби. Вранці 9 березня кораблі Дженнінгса залишили Блуфілдс на Ямайці, через кілька днів зібрались біля острова Пінос і 2 квітня обігнули мис Коррієнтес. Наступного дня Дженнінгс помітив біля узбережжя Куби англійський торговий корабель, на який напав пірат Семюел Белламі із своїм напарником Полсгрейвом Вільямсом. Коли пірати побачили чотири шлюпи Дженнінгса з британськими прапорами, вони швидко залишили свою жертву і вдались до втечі. Капітан Янг з англійського корабля, на який напав Белламі, очікував, що Дженнінгс надасть йому допомогу, але замість цього Дженнінгс сам захопив цей корабель і почав транспортувати його в бухту Бая-Хонда (ісп. Bahia Honda), щоб вирішити, що з ним робити. При наближенні до Бая-Хонда його флот побачив у бухті велике озброєне торгове судно «St. Marie» під французьким прапором. Дженнінгс наказав своїй флотилії, що з урахуванням захопленного англійського судна складалась тепер з п'яти кораблів, стати на якір поза видимістю французів, після чого послав кілька людей на шлюпці, що оцінити ситуацію на французькому судні. Дженнінгс провів із своїми капітанами нараду і заявив, що планує напасти на французьке судно вночі, щоб «Bersheba» не була потоплена прямим гарматним вогнем. З усіх присутніх лише Лідделл з «Cocoa Nut» проголосував проти атаки, стверджуючи, що це було піратство, оскільки «St. Marie» було законним судном нейтральної країни. Інші капітани підтримали пропозицію Дженнінгса, і хоча Ліделл з «Cocoa Nut» залишив флотилію Дженнінгса і повернувся на Ямайку, 23 члени його екіпажу також приєдналися до Дженнінгса для атаки на французьке судно.
Ввечорі цього дня до корабля Дженнінгса підійшло вітрильне каное Белламі та Вільямса, які запропонували Дженнінгсу приєднатись до його сил, які готувалися до нічної атаки. 4 квітня 1716 року пірати успішно напали і захопили французький корабель, після чого влаштували допит французькому екіпажу. Французький капітан пізніше повідомив, що екіпаж Дженнінгса «катував» французів щоб змусити їх розкрити, де знаходяться 30 000 піастрів, внесені в корабельну книгу. Дженнінгс включив «St. Marie» до свого флоту і перевів на нього екіпаж Карнегі з шлюпа «Discovery», який вони натомість залишили французькому екіпажу. Крім того, Дженнінгс змусив французького капітана написати листа Гамільтону, де він звільняв нападників від провини.
Під тортурами Дженнінгс отримав від екіпажу «St. Marie» інформацію про місцезнаходження ще одного французького судна. Пірати з'ясували, що торгове судно «Marianne» стояло в декількох десятках миль на схід. Дженнінгс негайно вирушив на захоплення другого французького корабля, але коли він прибув на місце, з'ясувалось, що «Marianne» вже захопили пірати на чолі з Бенджаміном Горніголдом. Дженнінгс наказав своїм кораблям переслідувати Горніголда на «Marianne». Однак екіпаж щойно захопленого «St. Marie» відстав від інших кораблів, і коли вони нарешті підняли якір, решта флоту вже зникла з поля зору. Дженнінгс, не зміг наздогнати Горніголда і через кілька годин «Bersheba» та «Mary» повернулись до бухти, де залишилась «St. Marie». Коли Дженнінгс повернувся до місця стоянки «St. Marie», він побачив, що Белламі зі своїми спільниками відпливає від корабля. Дженнінгс кинувся в безрезультатну погоню, а коли він зрозумів її марність та повернувся на «St. Marie», зясувалось, що у його відсутність Белламі та Вільямс несподівано напали на людей Дженнінгса та французьких полонених, і під загрозою використання зброї захопили її вантаж вартістю 28 500 песо та втікли з ним. У нагороду за зраду Дженнінгса, Горніголд віддав Беламі тільки що захоплену «Marianne», хоча його лейтенант Чорна Борода очікував, що цей корабель віддадуть під його команду.
Дженнінгс був розлючений через втрату цінностей на «St. Marie». Він наказав захопити друге каное Белламі та «порізати на шматки», ймовірно, разом із рештою людей Белламі на борту. Він також наказав спалити шлюп, раніше відданий екіпажу капітана Янга до ватерлінії. У підсумку гнів Дженнінгса через обдурення його Белламі вилився в жорстоке вбивство понад 20 французів і англійців і спалення торгового шлюпа невинного англійця. Після цього він наказав своєму флоту відпливти до Нассау, щоб розділити залишки захопленої здобичі.

### Вигнання з Ямайки в 1716 році
Після невдалої погоні за «Marianne» Дженнінгс, Ешворт та Карнегі відпливли до Нассау на багамському острові Нью-Провіденс. Прибувши на Нью-Провіденс приблизно 22 квітня 1716 року, Дженнінгс розділив на острові здобич, захоплену на англійських та французьких кораблях. За словами квартирмейстера Дженнінгса, виникла суперечка щодо того, як розподілили здобич між людьми. Після того, як деякі з піратів почали забирати здобич за власною ініціативою, Дженнінгс розділив французьку здобич на три частки: одну третину для команди і по одній третині для власників шлюпів Деніела Актелла та Джаспера Ешворта (брата Лі Ешворта).
Після своїх нападів на французькі кораблі, Дженнінгс продовжував плавати на пошуки затонулих іспанських кораблів у Флориді, зупиняючи при нагоді іспанські посильні кораблі. У квітні 1716 року іспанські рятувальники залишили місце перших двох нападів Дженнінгса, і Дженнінгс знову повернувся туди, щоб продовжувати спроби пошуків затонулого скарбу. Після політичного тиску з Лондона, у квітні 1716 року Гамільтон видав прокламацію, що забороняли всім судам на Ямайці розкрадати майно з затонулих іспанських кораблів біля узбережжя Флориди і оголосив усі видані мисливцям за скарбами доручення і свідоцтва недійсними, що означало, що відтепер будь-який капітан, який нападатиме на іспанські поселення чи судна в мирний час, вважатиметься піратом. Під час своєї третьої подорожі до затонулих кораблів Дженнінгс перехопив іспанське судно, що поверталося з місця порятунку і знову з'явився біля Порт-Рояла з 30 000 песо, які він силоміць забрав з іспанського судна. Гамільтон дав зрозуміти, що Дженнінгса буде заарештовано, якщо «Bersheba» увійде в гавань Кінгстона, а шлюп і вантаж конфісковано. Дженнінгс і його команда вирішили відплисти зі своїм вантажем. Проте ці дії вже не могли врятувати репутацію Гамільтона і невдовзі його заарештували за обвинуваченнями в сприянні піратству і відправили до Англії.

### Піратська республіка Нассау
Оголошений лордом Арчібальдом Гамільтоном піратом, Дженнінгс не міг повернутися на Ямайку і перебрався зі своїм кораблем до Нассау, яке він зробив своєю базою для подальших набігів на іспанські затонулі кораблі. Крім того, багато піратів, що були змушені залишити Ямайку, наслідували приклад Дженнінгса і попрямували до Нью-Провіденса. Піратське населення Нассау після рейдів до місць загибелі іспанського флоту у Флориді значно зросло, і на початку 1716 року губернатор Бермудських островів заявив, що в Нассау було понад 1000 піратів і що їх кількість значно перевищувала сотню корінних жителів міста. Дженнінгс став неофіційним очільником зростаючої піратської колонії, або Піратської республіки в Нассау, а автор Джонсон-Міст пізніше опише його як «капітана Дженнінгса, який був коммодором [піратів Нассау] і який завжди мав велику владу серед них, оскільки він був освіченою і багатою людиною, перш ніж примха долі змусила його вдатись до піратства». В Піратській республіці в Нассау домінували Горніголд і Дженнінгс, обидва відомі пірати, які були запеклими суперниками. На початку 1716 року Піратську республіку очолив Горніголд, а самі пірати Нассау стали називати себе «Летюча банда» (англ. Flying Gang). З Горніголдом співпрацювали такі пірати, як Едвард «Чорна Борода» Тіч, Сем Белламі та Стід Боннет, тоді як Дженнінгс наставляв таких піратів, як Чарльз Вейн, «Каліко» Джек Рекхем, Енн Бонні та Мері Рід. Незважаючи на суперництво, пірати працювали разом в складі «Летючої банди» і швидко стали сумно відомими своїми подвигами. Однак очевидець Нассау Джон Вікерс не розглядав Дженнінгса чи інших ямайських каперів як частину Летючої банди до літа 1716 року.
Гамільтона заарештували в жовтні 1716 року за порушення договорів з іспанцями, і приблизно 22 вересня він залишив Ямайку в складі флоту з сімнадцяти кораблів, які прямували до Англії. Згодом кораблі розділив вітер. Під час подорожі в листопаді 1716 корабель капітана Стоуна, що перевозив губернатора був захоплений Дженнінгсом із 134 чоловіками. Вони тримали Стоуна чотири дні, але згідно звітів, взяли лише двадцять галонів рому. Пізніше Стоун розповів, що його викрадачі «поводилися з ним привітно і сказали йому, що вони не ображають англійців». Після цього Гамільтон перейшов на HMS Bedford на решту подорожі. Наступного дня після захоплення Стоуна інший пірат спробував захопити Дженнінгса, але він відбив цю спробу. У грудні 1716 року Дженнінгс перевів свою здобич у Кінгстон на Ямайці. Деталі життя Дженнінгса того часу були реконструйовані зі свідчень Пітера Гейвуда, який став новим виконувачем обов'язків губернатора Ямайки після того, як Гамільтона було усунено.

### Помилування 1718р. і вихід у відставку
5 вересня 1717 року новопризначений губернатор Багамських островів Вудс Роджерс оприлюднив королівський указ, який пропонував помилування усім піратам, що здадутся протягом року. На початку 1718 року Дженнінгс відплив на Бермудські острови, щоб здатися владі та прийняти королівське помилування. Він був одним із 400 піратів, які скористалися цією амністією і пізніше служив англійським капером у Війні четверного альянсу, а після відставки оселився на Бермудських островах, де продовжував жити заможним власником плантацій, «як багатий і шанований член товариства». Дженнінгс став одним із небагатьох піратів, які, «успішно вийшли на пенсію». Невідомо, якою була його подальша доля, хоча деякі історики припускають, що наприкінці літ він потрапив у полон до іспанців і помер у безвісті у в'язниці десь у Новій Іспанії. Інші легенди розповідають, що він прожив решту свого життя в колі родини на Бермудських островах. 